# Activos a corto plazo
Activos a corto plazo son títulos emitidos por entidades públicas o privadas con el fin de obtener recursos financieros a cuenta propia, por parte de inversionistas. Financieramente son operaciones simples emitidas generalmente al descuento, compuestas por una prestación (el efectivo entregado al inicio de la operación) y una contraprestación (el nominal del título a recibir al término de la operación).
En la división de activos de un balance en función de su promedio de vida se pueden catalogar activos a largo plazo y activos a corto plazo. Su naturaleza dentro de la contabilidad es activo corriente